# Monster Trucks
Monster Trucks è un film del 2016 diretto da Chris Wedge.

## Trama
Terravex Oil è nel mezzo di un'operazione di fracking vicino a un lago nel Nord Dakota, supervisionata dall'amministratore delegato Reece Tenneson e dal geologo Jim Dowd. L'operazione libera tre creature sotterranee da un sistema idrico sotterraneo e distrugge la piattaforma di perforazione. Due creature vengono catturate da Terravex, ma una di loro fugge dal sito. Nel frattempo, Tripp Coley, studente all'ultimo anno di liceo, sta cercando qualcosa da fare per sfuggire alla propria vita familiare; i suoi genitori sono divorziati, sua madre Cindy ha una relazione con Rick, lo sceriffo della città, che non riesce a prenderlo sul serio. Ha accettato un lavoro part-time in una discarica locale, dove costruisce un camioncino nella speranza di poter lasciare la città, ma non riesce a mettere in atto il suo piano perché il mezzo non ha una trasmissione funzionante. Una notte, Tripp incontra la creatura fuggita nella discarica e la cattura, ma il mostro fugge prima che egli possa chiamare le autorità.
Il giorno successivo Tripp, insieme alla compagna di classe Meredith, scopre che la creatura ha una dieta a base di olio e si nasconde all'interno del cofano del suo camion. Fanno amicizia, lo chiama Creech e promette di aiutarlo a tornare a casa. Tripp effettua delle modifiche per dare a Creech un maggiore controllo sul camion, che essenzialmente funge da "sedia a rotelle" per far camminare Creech. Nel frattempo, Tenneson è ancora preoccupato per l'incidente alla piattaforma di perforazione, poiché esperimenti simili hanno rivelato l'esistenza di altre creature. Decide di proteggere l'immagine dell'azienda inserendo del veleno in un buco che conduce ai tunnel sottomarini e assoldando il mercenario Burke per uccidere le creature catturate, con l'opposizione di Jim, che scopre che le creature hanno anche intelligenza ed emozioni significative, come pure una condivisione mentale che consente a entrambi gli esemplari catturati di apprendere ciò che è stato insegnato a uno solo di loro.
Tripp e Meredith cercano aiuto da Wade, il padre di Tripp, che però avverte Burke. Tripp e Meredith scappano nel camion con Creech e sono inseguiti da Burke e dalla sua squadra insieme a Rick, ma riescono a fuggire saltando su un treno e si accampano vicino al lago in una capanna di proprietà del padre di Meredith, mentre Rick rimprovera Burke per aver tentato di seguirli da solo.
Quando Creech ha la sensazione che accadrà qualcosa di brutto alle altre creature, si dirige verso il quartier generale di Terravex dove le altre creature vengono tenute prigioniere. Tripp e Meredith seguono Creech usando il cellulare di Meredith, mentre Tripp lascia il telefono sul camion. Quando arrivano, trovano i genitori di Creech, ma vengono attaccati dai lavoratori di Terravex. Creech arriva e viene catturato; Tripp e Meredith vengono portati da Tenneson, che dice loro di scordarsi di Creech e dei suoi genitori.
Jim decide di aiutare Tripp e Meredith a salvare le creature. Con l'aiuto del datore di lavoro di Tripp, il signor Weathers, acquisiscono altri due camion, uno dei quali è recuperato da un adolescente ricco che non ha effettuato i pagamenti, e l'altro è il regalo di compleanno del suo amico Sam Geldon il cui padre possiede una concessionaria auto, e li modificano per i genitori di Creech. Jim aiuta il gruppo rubando il camion Terravex su cui vengono caricati i genitori di Creech. Alla concessionaria, le creature prendono il controllo dei camion modificati sulla base dell'esperienza di Creech e il gruppo scappa sulla montagna che porta ai tunnel.
Terravex dà loro la caccia e il gruppo scappa usando i camion per saltare oltre il bordo della montagna. Sulla strada, Rick aiuta Tripp e il gruppo a fuggire da Burke, impedendo a Burke di speronarli fuori strada e successivamente rubando un grosso camion per bloccare la strada e impedire ulteriori inseguimenti. Scoperto che il veleno è stato iniettato, Tripp ingaggia una battaglia frontale con Burke, che tenta di spingerlo nel foro di perforazione. Tripp e Creech ribaltano il camion, riescono a uccidere Burke, Tripp cade nella buca ma viene salvato da Creech. Le creature tornano a casa, Tenneson viene arrestato, Tripp e Rick sviluppano buoni rapporti e insieme costruiscono un nuovo motore per il camion. Tripp e Meredith iniziano una relazione.

## Produzione
Il budget del film è stato di 125 milioni di dollari.
Le riprese del film sono iniziate il 4 aprile 2014 a Kamloops (Canada).

## Promozione
Il primo trailer del film viene diffuso il 1º giugno 2016.

## Distribuzione
La pellicola è stata proiettata per la prima volta nelle sale cinematografiche francesi dal 21 dicembre 2016, in seguito è stata distribuita in quelle statunitensi a partire dal 13 gennaio 2017, mentre in quelle italiane dal 4 maggio dello stesso anno.

## Accoglienza

### Critica
Sul sito Rotten Tomatoes il film riceve il 30% delle recensioni professionali positive, con un voto medio di 4,5 su 10 basato su 87 critiche.

### Incassi
La pellicola ha incassato 64 493 915 dollari in tutto il mondo.